# 치리아코 데 미타

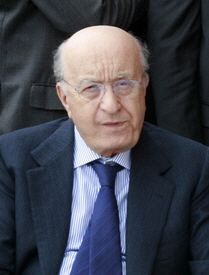
치리아코 루이지 데 미타

치리아코 루이지 데 미타(이탈리아어: Ciriaco Luigi de Mita, 1928년 2월 2일~2022년 5월 26일)는 이탈리아의 정치인이다. 1988년부터 1989년까지 이탈리아의 총리를 지냈으며, 유럽 의회 (European Parliament)의 구성원이기도 하였다. 1963년부터 2008년까지 이탈리아의 대의원으로 일하였다.
2014년 누스코 시장에 선출되었다. 시장 재임중 2022년 5월 26일, 94세로 숨졌다.